# Geofon

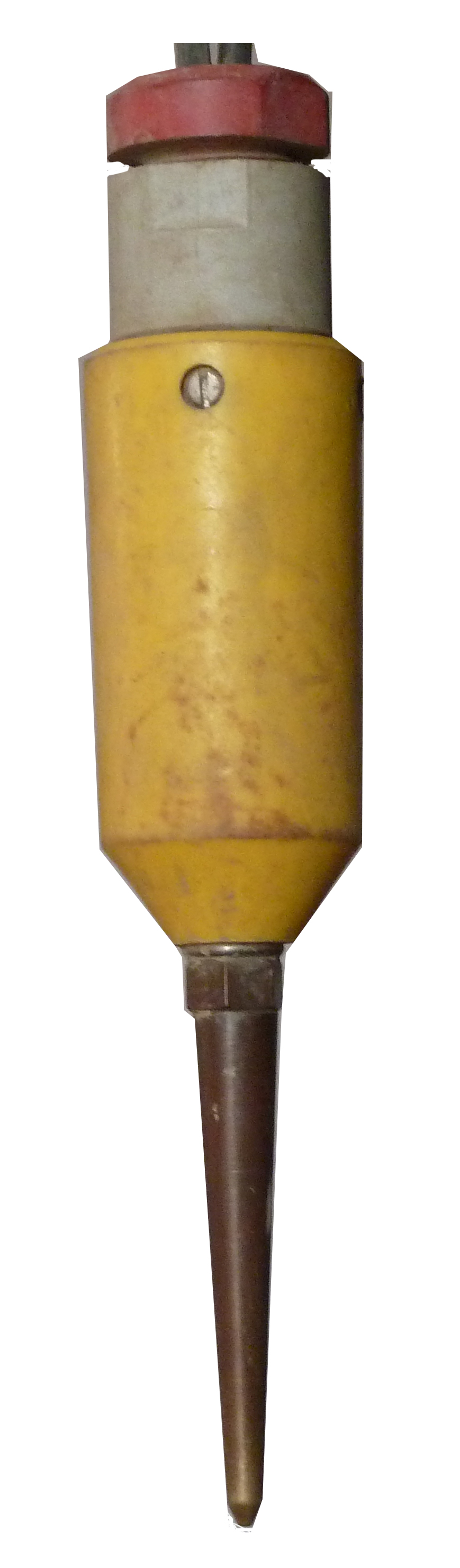
Geofon (SM-24 – sávszélesség 10 Hz-240 Hz, normálellenállás 375 Ω)

A geofon egy geofizikai eszköz, amelyet napjaink földtani kutatásaiban széleskörűen használnak. A szeizmikus méréseknél mesterségesen keltett rezgések visszavert hullámait érzékeli és alakítja át elektromos feszültséggé a földbe leszúrt geofon, és kábeleken továbbítja az adatokat egy jelrögzítő, -feldolgozó műszerkocsiba. A rezgéshullám kibocsátása és a felszínre való visszaérkezése között eltelt idő mérésével, az így nyert adatok további elemzésével megismerhetővé válik a vizsgált terület földtani felépítése, szerkezete. A geofonokat ritkán használják egyedileg, jellemzőbb, hogy több tucat geofont tartalmazó csoportokat alkalmaznak, de nem ritka a több tízezer, láncba kötött műszer egyidejű működtetése sem.

## Nevének eredete
A geofon elnevezés a görög γη- (ge (geo), "föld") és  φωνή (fon, "hang") szavak összetételéből jött létre.

## Használata

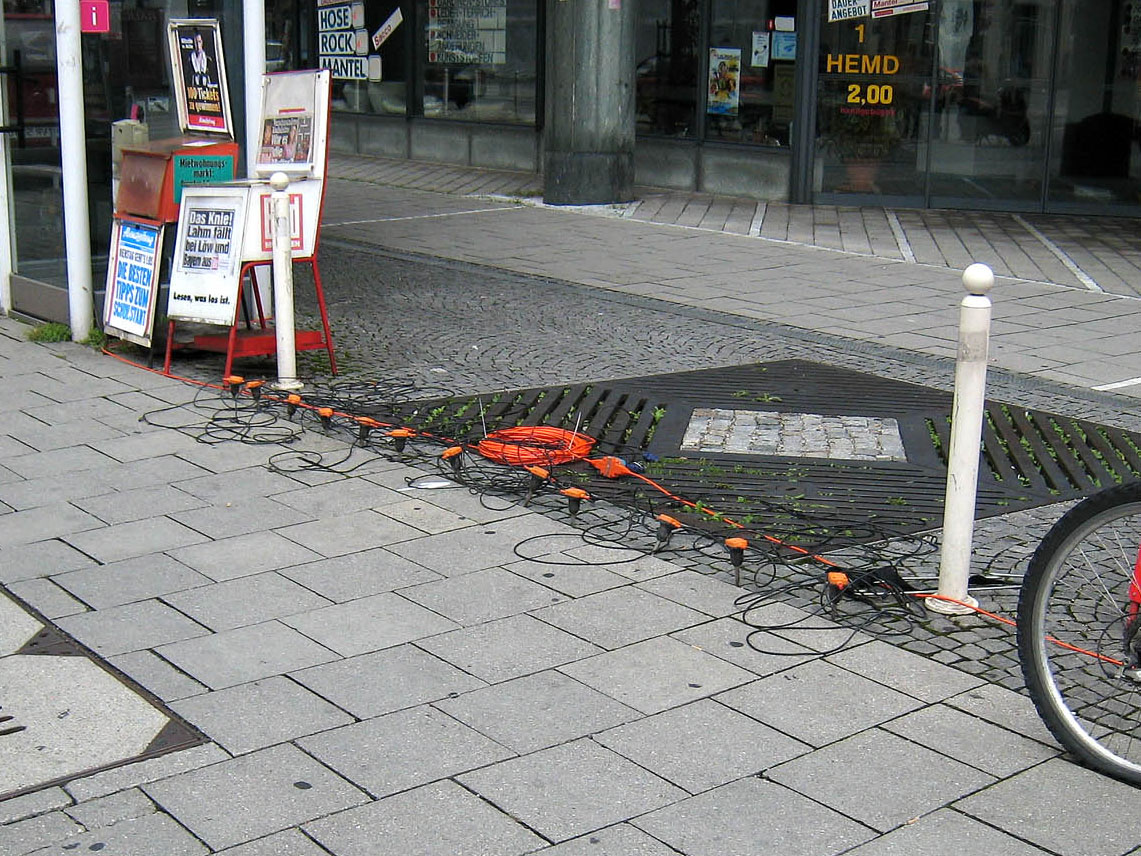
Geofon használata városi környezetben

A geofonokat legtöbbször a szeizmikus reflexiós mérések során használják, de alkalmasak akár a városi és a reptéri forgalom figyelésére is. Ez utóbbi esetben a járművek földi mozgása során keletkező szeizmikus hullámokat mérik.

## Egyéb
- gyorsulásmérő
- Michelson-interferométer
- szenzor